# خوان بالاسيوس
خوان بالاسيوس هو دراج إكوادوري، ولد في 1 فبراير 1962.

## وصلات خارجية
- خوان بالاسيوس على موقع أوليمبيديا (الإنجليزية)